# Cilleruelo de Arriba
Cilleruelo de Arriba est une commune d'Espagne dans la communauté autonome de Castille-et-León, province de Burgos. Elle s'étend sur 18,49 km2 et comptait environ 60 habitants en 2011.